# Oldham megye (Kentucky)
Oldham megye az Amerikai Egyesült Államokban, azon belül Kentucky államban található. Megyeszékhelye és legnagyobb városa La Grange. Lakosainak száma 67 607 fő (2020. április 1.). Oldham megye Clark, Trimble, Henry, Shelby és Jefferson megyékkel határos.

## Népesség
A megye népességének változása:
| Lakosok száma | 60 401 | 60 749 | 61 407 | 62 364 | 64 875 | 67 607 |
|               | 2010   | 2011   | 2012   | 2013   | 2015   | 2020   |